# Tupãssi
Tupãssi là một đô thị thuộc bang Paraná, Brasil. Đô thị này có diện tích 310,912 km², dân số năm 2007 là 7960 người, mật độ 26,73 người/km².